# Bill Friman
Bill Friman, född 1 november 1941 i Malmö, död 2020, var en svensk Povel Ramel-kännare. Han botaniserade i Ramels produktion och bokförde 1 400 nummer, vilket resulterade i ett verk som heter Povel Ramels produktion A-Ö. Verket består av tre volymer.
Intresset för Povel Ramel fick han ärva av sin äldre bror Ingemar Friman. Denne blev mästare i ämnet Povel Ramel när han ställde upp i TV-programmet Kvitt eller dubbelt (Tiotusenkronorsfrågan) 1981. 1989 ställde även Bill upp i tävlingen för att försöka överta mästartiteln från brodern, men han vann inte. Bill Friman grundade tillsammans med andra Povel-vänner 1982 Povel Ramel-fanklubben Jonathan Blake Fun Club och var dess förste ordförande. Han utsågs till hedersledamot när han avgick 2005. Han var värd i radioprogrammet Sommar i P1 1994.